# Campeonato Francês de Voleibol Masculino
O Campeonato Francês de Voleibol Masculino, também chamado de Marmara SpikeLigue devido ao patrocínio da Club Marmara, é a principal competição de clubes de voleibol masculino da França. É disputada desde a temporada 1937–38, e é uma das ligas nacionais mais fortes da Europa. O torneio é organizado pela Ligue Nationale de Volley (LNV), entidade filiada à Federação Francesa de Voleibol (FFVB) e permite o acesso de seu campeão à Liga dos Campeões da Europa e de seu vice e terceiro colocado à Copa CEV.

## Edição atual
Equipes que disputam a temporada 2023–24:
| Equipe                              | Cidade              | Temporada 2022–23  |
| ----------------------------------- | ------------------- | ------------------ |
| Tours Volley-Ball (TVB)             | Tours               | Campeão            |
| Chaumont Volley-Ball 52 (CVB52)     | Chaumont            | Vice-campeão       |
| Poitiers Volley (SPVB)              | Poitiers            | 10.º colocado      |
| Arago de Sète (AS)                  | Sète                | 7.º colocado       |
| Paris Volley (PV)                   | Paris               | 9.º colocado       |
| Nantes Rezé MV (NRMV)               | Nantes–Rezé         | 3.º colocado       |
| Montpellier HSC (MHSCV)             | Montpellier         | 8.º colocado       |
| Tourcoing LM (TLM)                  | Tourcoing           | 4.º colocado       |
| Spacer's Toulouse Volley (TLS)      | Toulouse            | 11.º colocado      |
| Narbonne Volley (NaVB)              | Narbona             | 6.º colocado       |
| Nice Volley-Ball (NVB)              | Nice                | 13.º colocado      |
| Plessis Robinson Volley Ball (PRVB) | Le Plessis-Robinson | 12.º colocado      |
| Saint-Nazaire VBA (SNVBA)           | Saint-Nazaire       | 5.º colocado       |
| AS Illac Volley (ASI)               | Saint-Jean-d'Illac  | Campeão da Ligue B |

## Resultados
| 1937/1938 Detalhes | SS Amicale                                         | -                                                  | -                                                  |               |               |
| 1938/1939 Detalhes | RC de France                                       | -                                                  | -                                                  |               |               |
| 1939/1940          | Não disputado                                      | Não disputado                                      | Não disputado                                      | Não disputado | Não disputado |
| 1940/1941 Detalhes | Paris UC                                           | -                                                  | -                                                  |               |               |
| 1941/1942 Detalhes | RC de France RC Cannes                             | -                                                  | -                                                  |               |               |
| 1942/1943 Detalhes | Paris UC                                           | -                                                  | -                                                  |               |               |
| 1943/1944          | Não disputado                                      | Não disputado                                      | Não disputado                                      | Não disputado | Não disputado |
| 1944/1945 Detalhes | Stade Français                                     | -                                                  | -                                                  |               |               |
| 1945/1946 Detalhes | RC de France                                       | -                                                  | -                                                  |               |               |
| 1946/1947 Detalhes | Montpellier UC                                     | -                                                  | -                                                  |               |               |
| 1947/1948 Detalhes | RC de France                                       | -                                                  | -                                                  |               |               |
| 1948/1949 Detalhes | Montpellier UC                                     | -                                                  | -                                                  |               |               |
| 1949/1950 Detalhes | Montpellier UC                                     | -                                                  | -                                                  |               |               |
| 1950/1951 Detalhes | Montpellier UC                                     | -                                                  | -                                                  |               |               |
| 1951/1952 Detalhes | Stade Français                                     | -                                                  | -                                                  |               |               |
| 1952/1953 Detalhes | Stade Français                                     | -                                                  | -                                                  |               |               |
| 1953/1954 Detalhes | CO Billancourt                                     | -                                                  | -                                                  |               |               |
| 1954/1955 Detalhes | CO Billancourt                                     | -                                                  | -                                                  |               |               |
| 1955/1956 Detalhes | CO Billancourt                                     | -                                                  | -                                                  |               |               |
| 1956/1957 Detalhes | Stade Français                                     | -                                                  | -                                                  |               |               |
| 1957/1958 Detalhes | Stade Français                                     | CO Billancourt                                     | GSA Hydra                                          |               |               |
| 1958/1959 Detalhes | CAS BNCI Alger                                     | GSA Hydra                                          | -                                                  |               |               |
| 1959/1960 Detalhes | Stade Français                                     | RC de France                                       | GSA Hydra                                          |               |               |
| 1960/1961 Detalhes | Stade Français                                     | Paris UC                                           | CAS BNCI Alger                                     |               |               |
| 1961/1962 Detalhes | Paris UC                                           | -                                                  | -                                                  |               |               |
| 1962/1963 Detalhes | Paris UC                                           | -                                                  | -                                                  |               |               |
| 1963/1964 Detalhes | RC de France                                       | -                                                  | -                                                  |               |               |
| 1964/1965 Detalhes | Asnières Volley 92                                 | -                                                  | -                                                  |               |               |
| 1965/1966 Detalhes | Asnières Volley 92                                 | -                                                  | -                                                  |               |               |
| 1966/1967 Detalhes | Paris UC                                           | RC de France                                       | Stade Français                                     |               |               |
| 1967/1968 Detalhes | Paris UC                                           | RC de France                                       | Stade Français                                     |               |               |
| 1968/1969 Detalhes | RC de France                                       | Montpellier UC                                     | Paris UC                                           |               |               |
| 1969/1970 Detalhes | RC de France                                       | Montpellier UC                                     | CO Joinville                                       |               |               |
| 1970/1971 Detalhes | RC de France                                       | Montpellier UC                                     | -                                                  |               |               |
| 1971/1972 Detalhes | Montpellier UC                                     | VGA Saint-Maur                                     | RC de France                                       |               |               |
| 1972/1973 Detalhes | Montpellier UC                                     | Stade Français                                     | RC de France                                       |               |               |
| 1973/1974 Detalhes | Stade Français                                     | VGA Saint-Maur                                     | RC de France                                       |               |               |
| 1974/1975 Detalhes | Montpellier UC                                     | RC de France                                       | VGA Saint-Maur                                     |               |               |
| 1975/1976 Detalhes | VGA Saint-Maur                                     | Montpellier UC                                     | RC de France                                       |               |               |
| 1976/1977 Detalhes | RC de France                                       | Montpellier UC                                     | AS Cannes                                          |               |               |
| 1977/1978 Detalhes | RC de France                                       | Asnières Volley 92                                 | CSM Clamart                                        |               |               |
| 1978/1979 Detalhes | Asnières Volley 92                                 | Montpellier UC                                     | Grenoble Volley UC                                 |               |               |
| 1979/1980 Detalhes | Asnières Volley 92                                 | CSM Clamart                                        | AS Cannes                                          |               |               |
| 1980/1981 Detalhes | AS Cannes                                          | Grenoble Volley UC                                 | Asnières Volley 92                                 |               |               |
| 1981/1982 Detalhes | AS Cannes                                          | Asnières Volley 92                                 | Grenoble Volley UC                                 |               |               |
| 1982/1983 Detalhes | AS Cannes                                          | Asnières Volley 92                                 | Grenoble Volley UC                                 |               |               |
| 1983/1984 Detalhes | Asnières Volley 92                                 | Grenoble Volley UC                                 | Stade Français                                     |               |               |
| 1984/1985 Detalhes | Grenoble Volley UC                                 | Asnières Volley 92                                 | Montpellier UC                                     |               |               |
| 1985/1986 Detalhes | AS Cannes                                          | AMSL Fréjus                                        | Asnières Volley 92                                 |               |               |
| 1986/1987 Detalhes | AMSL Fréjus                                        | Grenoble Volley UC                                 | Arago de Sète                                      |               |               |
| 1987/1988 Detalhes | AMSL Fréjus                                        | Arago de Sète                                      | Grenoble Volley UC                                 |               |               |
| 1988/1989 Detalhes | AMSL Fréjus                                        | Grenoble Volley UC                                 | Montpellier UC                                     |               |               |
| 1989/1990 Detalhes | AS Cannes                                          | AMSL Fréjus                                        | ASU Lyon VB                                        |               |               |
| 1990/1991 Detalhes | AS Cannes                                          | JSA Bordeaux                                       | AMSL Fréjus                                        |               |               |
| 1991/1992 Detalhes | AMSL Fréjus                                        | Montpellier UC                                     | JSA Bordeaux                                       |               |               |
| 1992/1993 Detalhes | Asnières Volley 92                                 | AS Cannes                                          | CA Saint-Étienne                                   |               |               |
| 1993/1994 Detalhes | AS Cannes                                          | Asnières Volley 92                                 | Tourcoing LM                                       |               |               |
| 1994/1995 Detalhes | AS Cannes                                          | Paris UC                                           | Arago de Sète                                      |               |               |
| 1995/1996 Detalhes | Paris UC                                           | AS Cannes                                          | Stade Poitevin VB                                  |               |               |
| 1996/1997 Detalhes | Paris UC                                           | AS Cannes                                          | Montpellier UC                                     |               |               |
| 1997/1998 Detalhes | Paris UC                                           | AS Cannes                                          | RC de France                                       |               |               |
| 1998/1999 Detalhes | Stade Poitevin VB                                  | Paris Volley                                       | AS Cannes                                          |               |               |
| 1999/2000 Detalhes | Paris Volley                                       | Stade Poitevin VB                                  | Tourcoing LM                                       |               |               |
| 2000/2001 Detalhes | Paris Volley                                       | Tourcoing LM                                       | Tours VB                                           |               |               |
| 2001/2002 Detalhes | Paris Volley                                       | Tourcoing LM                                       | AS Cannes                                          |               |               |
| 2002/2003 Detalhes | Paris Volley                                       | Tours VB                                           | Arago de Sète                                      |               |               |
| 2003/2004 Detalhes | Tours VB                                           | AS Cannes                                          | Tourcoing LM                                       |               |               |
| 2004/2005 Detalhes | AS Cannes                                          | Arago de Sète                                      | Tours VB                                           |               |               |
| 2005/2006 Detalhes | Paris Volley                                       | Tours VB                                           | AS Cannes                                          |               |               |
| 2006/2007 Detalhes | Paris Volley                                       | Stade Poitevin VB                                  | AS Cannes                                          |               |               |
| 2007/2008 Detalhes | Paris Volley                                       | Stade Poitevin VB                                  | AS Cannes                                          |               |               |
| 2008/2009 Detalhes | Paris Volley                                       | Tourcoing LM                                       | Tours VB                                           |               |               |
| 2009/2010 Detalhes | Tours VB                                           | AS Cannes                                          | Arago de Sète                                      |               |               |
| 2010/2011 Detalhes | Stade Poitevin VB                                  | Tours VB                                           | -                                                  |               |               |
| 2011/2012 Detalhes | Tours VB                                           | Stade Poitevin VB                                  | -                                                  |               |               |
| 2012/2013 Detalhes | Tours VB                                           | Paris Volley                                       | -                                                  |               |               |
| 2013/2014 Detalhes | Tours VB                                           | Paris Volley                                       | -                                                  |               |               |
| 2014/2015 Detalhes | Tours VB                                           | Paris Volley                                       | -                                                  |               |               |
| 2015/2016 Detalhes | Paris Volley                                       | Arago de Sète                                      | -                                                  |               |               |
| 2016/2017 Detalhes | Chaumont Volley-Ball 52                            | Spacer's Toulouse Volley                           | -                                                  |               |               |
| 2017/2018 Detalhes | Tours VB                                           | Chaumont Volley-Ball 52                            | -                                                  |               |               |
| 2018/2019 Detalhes | Tours VB                                           | Chaumont Volley-Ball 52                            | -                                                  |               |               |
| 2019/2020 Detalhes | Temporada cancelada devido à pandemia de COVID-19. | Temporada cancelada devido à pandemia de COVID-19. | Temporada cancelada devido à pandemia de COVID-19. |               |               |
| 2020/2021 Detalhes | AS Cannes                                          | Chaumont Volley-Ball 52                            | -                                                  |               |               |
| 2021/2022 Detalhes | Montpellier UC                                     | Tours Volley-Ball                                  | -                                                  |               |               |
| 2022/2023 Detalhes | Tours Volley-Ball                                  | Chaumont Volley-Ball 52                            | -                                                  |               |               |
| 2023/2024 Detalhes | Saint-Nazaire VBA                                  | Tours Volley-Ball                                  | -                                                  |               |               |

## Títulos por equipe
| Equipe                  | Títulos | Edições                                                                                  |
| ----------------------- | ------- | ---------------------------------------------------------------------------------------- |
| AS Cannes               | 10      | 1980–81, 1981–82, 1982–83, 1985–86, 1989–90, 1990–91, 1993–94, 1994–95, 2004–05, 2020–21 |
| RC France               | 10      | 1938–39, 1941–42, 1945–46, 1947–48, 1963–64, 1968–69, 1969–70, 1970–71, 1976–77, 1977–78 |
| Paris Volley            | 9       | 1999–00, 2000–01, 2001–02, 2002–03, 2005–06, 2006–07, 2007–08, 2008–09, 2015–16          |
| Paris UC                | 9       | 1940–41, 1942–43, 1961–62, 1962–63, 1966–67, 1967–68, 1995–96, 1996–97, 1997–98          |
| Tours Volley-Ball       | 9       | 2003–04, 2009–10, 2011–12, 2012–13, 2013–14, 2014–15, 2017–18, 2018–19, 2022–23          |
| Montpellier             | 8       | 1946–47, 1948–49, 1949–50, 1950–51, 1971–72, 1972–73, 1974–75, 2021–22                   |
| Stade Français          | 8       | 1944–45, 1951–52, 1952–53, 1956–57, 1957–58, 1959–60, 1960–61, 1973–74                   |
| Asnières Volley 92      | 6       | 1964–65, 1965–66, 1978–79, 1979–80, 1983–84, 1992–93                                     |
| AMSL Fréjus             | 4       | 1986–87, 1987–88, 1988–89, 1991–92                                                       |
| CO Billancourt          | 3       | 1953–54, 1954–55, 1955–56                                                                |
| Poitiers Volley         | 2       | 1998–99, 2010–11                                                                         |
| Chaumont Volley-Ball 52 | 1       | 2016–17                                                                                  |
| VGA Saint-Maur          | 1       | 1975–76                                                                                  |
| CAS BNCI Alger          | 1       | 1958–59                                                                                  |
| SS Amicale              | 1       | 1937–38                                                                                  |
| Saint-Nazaire VBA       | 1       | 2023–24                                                                                  |